# Saverio Tutino
Saverio Tutino (Milano, 7 luglio 1923 – Roma, 28 novembre 2011) è stato un giornalista e scrittore italiano.

## Biografia
Nasce a Milano nel 1923 e da ragazzo si iscrive alla facoltà di giurisprudenza, ma deve interrompere gli studi a causa della seconda guerra mondiale. Per sfuggire alla chiamata alle armi si rifugia in Svizzera dove ha i primi contatti con i gruppi antifascisti. Si arruola tra le file partigiane con il nome di battaglia Nerio, e partecipa ad azioni della Resistenza in Valle d'Aosta e nel Canavese. Questa esperienza segnerà per sempre non solo la vita personale di Saverio ma anche quella professionale. È stato Commissario politico della 76ª brigata Garibaldi e poi della VII divisione Garibaldi "Aosta".
Nel dopoguerra ha lavorato dapprima a Il Politecnico di Elio Vittorini e quindi nella stampa: Vie Nuove e poi l'Unità, come corrispondente dalla Cina, da Parigi e poi da Cuba, da cui fu testimone della Rivoluzione cubana.
Nel 1950 viene invitato a visitare la nuova Cina post rivoluzionaria insieme alla prima delegazione di giornalisti occidentali. Sarà poi inviato in Francia negli anni della Guerra d'Algeria, e in questo periodo scrive e pubblica il suo primo libro: Gollismo e lotta operaia, per Einaudi.. Nel 1954 si sposa con Orsetta Elter.
Diventerà, come inviato speciale de L'unità a Cuba proprio negli anni della Revoluciòn, uno dei principali esperti occidentali della Rivoluzione cubana e, più estesamente, dei fermenti rivoluzionari dell’America latina degli anni Settanta. Questo sarà uno dei momenti più importanti per il suo lavoro e darà vita a diversi libri, tra cui Guevara al tempo di Guevara, Cicloneros e Gli anni di Cuba. Attraverso il suo racconto e il suo sguardo innamorato della rivoluzione e dell'idea del comunismo che aveva ispirato le lotte partigiane, poi disilluse dalla restaurazione, crea "il mito cubano" in Italia.
Nel Pioniere dell'Unità del 1963 e del 1965 furono pubblicati suoi racconti: "I Becados Ragazzi di Cuba, Ricordi di un balilla, Battaglia nel castello, la lunga marcio di Noel Mohammed e Sfido i pescecani per salutare la prima nave Sovietica".
Nel 1975 ha partecipato alla nascita del quotidiano La Repubblica, nel quale ha lavorato fino al 1985. Subito dopo, tornò a lavorare per L'Unità, occupandosi di America Latina e sostenendo tesi molto diverse da quelle promosse quando era agli ordini di Scalfari, per esempio sui sandinisti. Dal gennaio 1987, tornò a iscriversi al PCI.
Nel 1984 ebbe l'idea di creare uno spazio culturale in cui accogliere le scritture diaristiche e autobiografiche degli italiani: fonda così l'Archivio Diaristico Nazionale, la cui sede sarà Pieve Santo Stefano, e pensa subito di creare un concorso per la scrittura di diari. Nell'archivio sono oggi raccolte memorie private e memorie di rilevanza storica e pubblica, donate liberamente e custodite per essere consultate da chiunque ne abbia voglia. Nel 1998 Saverio Tutino fonda ad Anghiari, insieme a Duccio Demetrio, la Libera Università dell'Autobiografia e comincia a pubblicare a Pieve Santo Stefano la rivista semestrale Primapersona della quale è stato direttore.
Al momento della morte, era direttore culturale del Premio Pieve e della Fondazione Archivio Diaristico Nazionale. A lui è oggi dedicato il Piccolo museo del diario, fondato nel 2013 proprio a Pieve Santo Stefano. Nonostante l'archivio sia oggi autosufficiente, la famiglia Tutino dispone spesso donazioni di testi e oggetti d'epoca. Muore di ictus in una clinica romana il 28 novembre 2011, ma era ammalato da tempo. Tutte le maggiori testate italiane e i più illustri esponenti del settore lo hanno ricordato.
Nel 2023, lo stato italiano lo ha commemorato, nel centenario della nascita, con un francobollo postale.

## Opere
- Diari: 1944-1946, Aosta, Le Château Edizioni, 2016 (postumo).
- Guevara al tempo di Guevara : 1957-1976, Roma, Editori riuniti, 2009.
- Il rumore del sole, introduzione di Lidia Ravera, Cesena, Il Vicolo, 2004.
- l mare visto dall'Isola : racconti, testimonianze e cronache di una resistenza, Roma, Gamberetti, 1998.
- Il Che in Bolivia : memorie di un cronista, Roma, Editori Riuniti, 1996.
- L'occhio del barracuda : Autobiografia di un comunista, Milano, Feltrinelli, 1995.
- Cicloneros : un racconto cubano, Firenze, Giunti, 1994.
- La ragazza scalza : racconti della Resistenza, Torino, Einaudi, 1975.
- Viaggio in Somalia, Milano, Mazzotta, 1975.
- Imperialismo e lotta di classe in America latina, Modena, s.n., 1973.
- Gli anni di Cuba, Milano, Mazzotta, 1973.
- Dal Cile : come si realizza una controrivoluzione : ottobre 1972-settembre 1973, Milano, G. Mazzotta, 1973.
- L'Ottobre cubano : lineamenti di una storia della rivoluzione castrista, Torino, Einaudi, 1971.
- Gollismo e lotta operaia, Torino, Einaudi, 1964.